# Галіфакс (Массачусетс)
Галіфакс (англ. Halifax) — місто (англ. town) в США, в окрузі Плімут штату Массачусетс. Населення — 7749 осіб (2020).

## Демографія
Згідно з переписом 2010 року, у місті мешкало 7518 осіб у 2863 домогосподарствах у складі 2032 родин. Було 3014 помешкання
Расовий склад населення:
| - 97,0 % — білих - 0,6 % — чорних або афроамериканців - 0,6 % — азіатів - 0,1 % — корінних американців |

До двох чи більше рас належало 1,4 %. Частка іспаномовних становила 1,1 % від усіх жителів.
За віковим діапазоном населення розподілялося таким чином: 22,8 % — особи молодші 18 років, 63,2 % — особи у віці 18—64 років, 14,0 % — особи у віці 65 років та старші. Медіана віку мешканця становила 42,8 року. На 100 осіб жіночої статі у місті припадало 94,8 чоловіків;  на 100 жінок у віці від 18 років та старших — 91,6 чоловіків також старших 18 років.
Середній дохід на одне домашнє господарство  становив 89 837 доларів США (медіана — 77 993), а середній дохід на одну сім'ю — 97 676 доларів (медіана — 91 037). Медіана доходів становила 63 209 доларів для чоловіків та 50 313 долари для жінок. За межею бідності перебувало 4,6 % осіб, у тому числі 0,0 % дітей у віці до 18 років та 7,4 % осіб у віці 65 років та старших.
Цивільне працевлаштоване населення становило 4334 особи. Основні галузі зайнятості: освіта, охорона здоров'я та соціальна допомога — 24,2 %, будівництво — 16,5 %, роздрібна торгівля — 14,2 %.